# Klubowe Mistrzostwa Świata w piłce siatkowej kobiet 2016
10. edycja Klubowych mistrzostw świata w piłce siatkowej kobiet rozpoczęła się 18 października 2016 w Manili na Filipinach. W rozgrywkach brało udział 8 drużyn. Tytuł Klubowego Mistrza Świata zdobyła drużyna Eczacıbaşı Stambuł. MVP została Tijana Bošković.

## Uczestnicy
| Drużyna                    | Sposób awansu                      |
| -------------------------- | ---------------------------------- |
| PSL Manila                 | Gospodarz                          |
| Pomì Casalmaggiore         | Klubowy mistrz Europy              |
| Bangkok Glass              | Klubowy mistrz Azji                |
| Rexona Ades Rio de Janeiro | Klubowy mistrz Ameryki Południowej |
| Hisamitsu Springs          | Mistrz Japonii (dzika karta)       |
| Voléro Zurych              | Mistrz Szwajcarii (dzika karta)    |
| Vakıfbank Stambuł          | Mistrz Turcji (dzika karta)        |
| Eczacıbaşı Stambuł         | Dzika karta                        |

## Podział na grupy
| Grupa A                                                                     | Grupa B                                                         |
| --------------------------------------------------------------------------- | --------------------------------------------------------------- |
| Pomì Casalmaggiore Rexona Ades Rio de Janeiro Eczacıbaşı Stambuł PSL Manila | Bangkok Glass Vakıfbank Stambuł Voléro Zurych Hisamitsu Springs |

## Hala sportowa
| Miasto | Hala               | Pojemność | Obiekt |
| ------ | ------------------ | --------- | ------ |
| Manila | Mall of Asia Arena | 15000     |        |

## Faza grupowa

### Grupa A
Tabela
| Lp. | Drużyna                    | Mecze | Mecze   | Mecze   | Pkt | Sety | Sety | Sety  | Małe punkty | Małe punkty | Małe punkty |
| Lp. | Drużyna                    | M     | W (3:2) | P (2:3) | Pkt | wyg. | prz. | ratio | zdob.       | str.        | ratio       |
| --- | -------------------------- | ----- | ------- | ------- | --- | ---- | ---- | ----- | ----------- | ----------- | ----------- |
| 1   | Eczacıbaşı Stambuł         | 3     | 3 (1)   | 0 (0)   | 8   | 9    | 3    | 3.000 | 285         | 223         | 1.278       |
| 2   | Pomì Casalmaggiore         | 3     | 2 (1)   | 1 (0)   | 5   | 6    | 5    | 1.200 | 229         | 236         | 0.970       |
| 3   | Rexona Ades Rio de Janeiro | 3     | 1 (0)   | 2 (2)   | 5   | 7    | 6    | 1.167 | 281         | 264         | 1.064       |
| 4   | PSL Manila                 | 3     | 0 (0)   | 3 (0)   | 0   | 1    | 9    | 0.111 | 176         | 248         | 0.710       |

Źródło: FIVB
Punktacja: 3:0 i 3:1 – 3 pkt; 3:2 – 2 pkt; 2:3 – 1 pkt; 1:3 i 0:3 – 0 pkt
Zasady ustalania kolejności: 1. liczba zwycięstw, 2. liczba punktów, 3. stosunek setów, 4. stosunek małych punktów, 5. bilans w bezpośrednich meczach
Legenda:   awans do półfinału
Wyniki
| Data       | Godz. | Drużyna 1                  | Wynik | Drużyna 2                  | 1     | 2     | 3     | 4     | 5     | Widzów | * |
| ---------- | ----- | -------------------------- | ----- | -------------------------- | ----- | ----- | ----- | ----- | ----- | ------ | - |
| 2016-10-18 | 16:30 | Pomì Casalmaggiore         | 0:3   | Eczacıbaşı Stambuł         | 17:25 | 18:25 | 15:25 |       |       | 1381   |   |
| 2016-10-18 | 19:30 | PSL Manila                 | 0:3   | Rexona Ades Rio de Janeiro | 15:25 | 13:25 | 20:25 |       |       | 2793   |   |
| 2016-10-19 | 19:30 | Pomì Casalmaggiore         | 3:2   | Rexona Ades Rio de Janeiro | 17:25 | 25:20 | 25:20 | 19:25 | 18:16 | 700    |   |
| 2016-10-20 | 13:00 | Rexona Ades Rio de Janeiro | 2:3   | Eczacıbaşı Stambuł         | 27:25 | 19:25 | 25:22 | 18:25 | 11:15 | 800    |   |
| 2016-10-20 | 19:30 | PSL Manila                 | 0:3   | Pomì Casalmaggiore         | 19:25 | 15:25 | 21:25 |       |       | 2400   |   |
| 2016-10-21 | 19:00 | PSL Manila                 | 1:3   | Eczacıbaşı Stambuł         | 17:25 | 17:25 | 25:23 | 14:25 |       | 2800   |   |

### Grupa B
| Lp. | Drużyna           | Mecze | Mecze   | Mecze   | Pkt | Sety | Sety | Sety  | Małe punkty | Małe punkty | Małe punkty |
| Lp. | Drużyna           | M     | W (3:2) | P (2:3) | Pkt | wyg. | prz. | ratio | zdob.       | str.        | ratio       |
| --- | ----------------- | ----- | ------- | ------- | --- | ---- | ---- | ----- | ----------- | ----------- | ----------- |
| 1   | Voléro Zurych     | 3     | 3 (1)   | 0 (0)   | 8   | 9    | 2    | 4.500 | 246         | 225         | 1.093       |
| 2   | VakıfBank SK      | 3     | 2 (0)   | 1 (1)   | 7   | 8    | 4    | 2.000 | 290         | 235         | 1.234       |
| 3   | Hisamitsu Springs | 3     | 1 (0)   | 2 (0)   | 3   | 4    | 6    | 0.667 | 205         | 231         | 0.887       |
| 4   | Bangkok Glass     | 0     | 0 (0)   | 0 (0)   | 0   | 0    | 9    | 0.000 | 175         | 225         | 0.778       |

Źródło: FIVB
Punktacja: 3:0 i 3:1 – 3 pkt; 3:2 – 2 pkt; 2:3 – 1 pkt; 1:3 i 0:3 – 0 pkt
Zasady ustalania kolejności: 1. liczba zwycięstw, 2. liczba punktów, 3. stosunek setów, 4. stosunek małych punktów, 5. bilans w bezpośrednich meczach
Legenda:   awans do półfinału
Wyniki
| Data       | Godz. | Drużyna 1         | Wynik | Drużyna 2         | 1     | 2     | 3     | 4     | 5     | Widzów | * |
| ---------- | ----- | ----------------- | ----- | ----------------- | ----- | ----- | ----- | ----- | ----- | ------ | - |
| 2016-10-18 | 10:00 | VakıfBank Stambuł | 3:1   | Hisamitsu Springs | 25:15 | 25:15 | 29:31 | 25:18 |       | 300    |   |
| 2016-10-18 | 13:00 | Voléro Zurych     | 3:0   | Bangkok Glass     | 25:21 | 25:19 | 25:23 |       |       | 365    |   |
| 2016-10-19 | 16:30 | Voléro Zurych     | 3:0   | Hisamitsu Springs | 25:19 | 25:15 | 25:17 |       |       | 600    |   |
| 2016-10-20 | 10:00 | Bangkok Glass     | 0:3   | Hisamitsu Springs | 14:25 | 18:25 | 20:25 |       |       | 600    |   |
| 2016-10-20 | 16:30 | Voléro Zurych     | 3:2   | VakıfBank Stambuł | 25:22 | 27:25 | 16:25 | 12:25 | 16:14 | 1500   |   |
| 2016-10-21 | 16:00 | VakıfBank Stambuł | 3:0   | Bangkok Glass     | 25:19 | 25:23 | 25:18 |       |       | 900    |   |

## Faza finałowa

### Drabinka
|  |                          |                    |                    |                          |   |                    |                    |       |
|  | Półfinały                | Półfinały          | Półfinały          |                          |   | Finał              | Finał              | Finał |
|  | Półfinały                | Półfinały          | Półfinały          |                          |   | Finał              | Finał              | Finał |
|  | 22 października – Manila |                    |                    |                          |   |                    |                    |       |
|  |                          |                    |                    |                          |   |                    |                    |       |
|  | Eczacıbaşı Stambuł       | Eczacıbaşı Stambuł | 3                  |                          |   |                    |                    |       |
|  | Eczacıbaşı Stambuł       | Eczacıbaşı Stambuł | 3                  | 23 października – Manila |   |                    |                    |       |
|  | VakıfBank Stambuł        | VakıfBank Stambuł  | 1                  |                          |   |                    |                    |       |
|  | VakıfBank Stambuł        | VakıfBank Stambuł  | 1                  |                          |   | Eczacıbaşı Stambuł | Eczacıbaşı Stambuł | 3     |
|  | 22 października – Manila |                    |                    |                          |   | Eczacıbaşı Stambuł | Eczacıbaşı Stambuł | 3     |
|  |                          |                    | Pomì Casalmaggiore | Pomì Casalmaggiore       | 2 |                    |                    |       |
|  | Voléro Zurych            | Voléro Zurych      | Pomì Casalmaggiore | Pomì Casalmaggiore       | 2 | 1                  |                    |       |
|  | Voléro Zurych            | Voléro Zurych      |                    |                          |   |                    |                    |       |
|  | Pomì Casalmaggiore       | Pomì Casalmaggiore | 3                  |                          |   |                    |                    |       |
|  | Pomì Casalmaggiore       | Pomì Casalmaggiore | 3                  | Mecz o 3. miejsce        |   |                    |                    |       |
|  |                          |                    |                    |                          |   |                    |                    |       |
|  | 23 października – Manila |                    |                    |                          |   |                    |                    |       |
|  |                          |                    |                    |                          |   |                    |                    |       |
|  | VakıfBank Stambuł        | VakıfBank Stambuł  | 3                  |                          |   |                    |                    |       |
|  | VakıfBank Stambuł        | VakıfBank Stambuł  | 3                  |                          |   |                    |                    |       |
|  | Voléro Zurych            | Voléro Zurych      | 1                  |                          |   |                    |                    |       |
|  | Voléro Zurych            | Voléro Zurych      | 1                  |                          |   |                    |                    |       |

|  |  | Mecze o 5-8 miejsce |  |
|  |  | ------------------- |  |

| Data       | Godz. | Drużyna 1                  | Wynik | Drużyna 2     | 1     | 2     | 3     | 4 | 5 | Widzów | * |
| ---------- | ----- | -------------------------- | ----- | ------------- | ----- | ----- | ----- | - | - | ------ | - |
| 2016-10-22 | 10:00 | Rexona Ades Rio de Janeiro | 3:0   | Bangkok Glass | 25:19 | 25:15 | 25:20 |   |   | 800    |   |
| 2016-10-22 | 16:30 | Hisamitsu Springs          | 3:0   | PSL Manila    | 25:15 | 25:18 | 25:21 |   |   | 2800   |   |

|  |  | Mecz o 7 miejsce |  |
|  |  | ---------------- |  |

| Data       | Godz. | Drużyna 1     | Wynik | Drużyna 2  | 1     | 2     | 3     | 4 | 5 | Widzów | * |
| ---------- | ----- | ------------- | ----- | ---------- | ----- | ----- | ----- | - | - | ------ | - |
| 2016-10-23 | 16:00 | Bangkok Glass | 3:0   | PSL Manila | 25:16 | 25:23 | 25:20 |   |   | 2400   |   |

|  |  | Mecz o 5 miejsce |  |
|  |  | ---------------- |  |

| Data       | Godz. | Drużyna 1                  | Wynik | Drużyna 2         | 1     | 2     | 3     | 4     | 5    | Widzów | * |
| ---------- | ----- | -------------------------- | ----- | ----------------- | ----- | ----- | ----- | ----- | ---- | ------ | - |
| 2016-10-23 | 10:00 | Rexona Ades Rio de Janeiro | 3:2   | Hisamitsu Springs | 20:25 | 25:22 | 25:15 | 30:32 | 15:7 | 800    |   |

|  |  | Półfinały |  |
|  |  | --------- |  |

| Data       | Godz. | Drużyna 1          | Wynik | Drużyna 2          | 1     | 2     | 3     | 4     | 5 | Widzów | * |
| ---------- | ----- | ------------------ | ----- | ------------------ | ----- | ----- | ----- | ----- | - | ------ | - |
| 2016-10-22 | 13:00 | Eczacıbaşı Stambuł | 3:1   | VakıfBank Stambuł  | 25:23 | 19:25 | 25:17 | 25:23 |   | 1000   |   |
| 2016-10-22 | 19:30 | Voléro Zurych      | 1:3   | Pomì Casalmaggiore | 27:25 | 23:25 | 17:25 | 23:25 |   | 3100   |   |

|  |  | Mecz o 3 miejsce |  |
|  |  | ---------------- |  |

| Data       | Godz. | Drużyna 1         | Wynik | Drużyna 2     | 1     | 2     | 3     | 4     | 5 | Widzów | * |
| ---------- | ----- | ----------------- | ----- | ------------- | ----- | ----- | ----- | ----- | - | ------ | - |
| 2016-10-23 | 13:00 | VakıfBank Stambuł | 3:1   | Voléro Zurych | 25:14 | 21:25 | 25:22 | 25:11 |   | 1100   |   |

|  |  | Finał |  |
|  |  | ----- |  |

| Data       | Godz. | Drużyna 1          | Wynik | Drużyna 2          | 1     | 2     | 3     | 4     | 5     | Widzów | * |
| ---------- | ----- | ------------------ | ----- | ------------------ | ----- | ----- | ----- | ----- | ----- | ------ | - |
| 2016-10-23 | 19:00 | Eczacıbaşı Stambuł | 3:2   | Pomì Casalmaggiore | 25:19 | 20:25 | 25:19 | 22:25 | 15:11 | 6700   |   |

| KLUBOWY MISTRZ ŚWIATA       |
| --------------------------- |
| Eczacıbaşı Stambuł 2. TYTUŁ |

## Klasyfikacja końcowa
| Miejsce | Drużyna                    |
| ------- | -------------------------- |
| 1.      | Eczacıbaşı Stambuł         |
| 2.      | Pomì Casalmaggiore         |
| 3.      | VakıfBank Stambuł          |
| 4.      | Voléro Zurych              |
| 5.      | Rexona Ades Rio de Janeiro |
| 6.      | Hisamitsu Springs          |
| 7.      | Bangkok Glass              |
| 8.      | PSL Manila                 |

## Nagrody indywidualne
| Najlepsza zawodniczka (MVP) | Najlepsze przyjmujące      | Najlepsza atakująca | Najlepsze środkowe             | Najlepsza libero | Najlepsza rozgrywająca |
| --------------------------- | -------------------------- | ------------------- | ------------------------------ | ---------------- | ---------------------- |
| Tijana Bošković             | Zhu Ting Tatjana Koszelewa | Tijana Bošković     | Foluke Akinradewo Milena Rašić | Fabi             | Carli Lloyd            |